# Psapharochrus cavei
Psapharochrus cavei là một loài bọ cánh cứng trong họ Cerambycidae.